# Gil (ur. 1980)
Gil, właśc. Gilberto Ribeiro Gonçalves (ur. 13 września 1980 w Andradinie) – brazylijski piłkarz, występujący podczas kariery na pozycji napastnika.

## Kariera klubowa
Gil rozpoczął piłkarską karierę w Corinthians Paulista, gdzie grał latach 1995–2005. Z klubem z São Paulo zdobył mistrzostwo Brazylii 2005, Puchar Brazylii 2002 oraz mistrzostwo stanu São Paulo – Campeonato Paulista w 1999, 2001, 2003 roku. W 2005 przeszedł do japońskiego Tokyo Verdy. W Japonii grał tylko sezon, po czym wrócił do Brazylii do Cruzeiro EC, z którym zdobył mistrzostwo stanu Minas Gerais – Campeonato Mineiro 2006.
W sezonie 2006–2007 grał w Europie w hiszpańskim Gimnàsticu Tarragona. Po powrocie do ojczyzny grał w SC Internacional, z którym zdobył mistrzostwo stanu Rio Grande do Sul – Campeonato Gaúcho w 2008. Drugą część 2008 roku spędził na wypożyczeniu w Botafogo FR.
Pierwszą część 2009 roku pozostawał bez klubu i dopiero 24 września podpisał kontrakt z CR Flamengo, z którym w grudniu świętował mistrzostwo Brazylii 2009. W następny roku zdecydował się zakończyć karierę.

## Kariera reprezentacyjna
Gil za sobą występy w reprezentacji Brazylii, w której zadebiutował 11 czerwca 2003 w towarzyskim meczu z reprezentacją Nigerią. Był to udany debiut, gdyż Gil w 34 min. strzelił pierwszą bramkę dla Brazylii. W tym samym miesiącu uczestniczył Pucharze Konfederacji 2003, na którym wystąpił we wszystkich trzech meczach grupowych z Kamerunem, USA oraz z Turcją 23 czerwca w Saint-Étienne, który był jego ostatnim meczem w reprezentacji.